# William Stanier
Sir William Arthur Stanier FRS (ur. 27 maja 1876 w Swindon, zm. 27 września 1965 w Rickmansworth) – brytyjski inżynier i budowniczy lokomotyw. W latach 1932 do 1944 piastował funkcję Chief Mechanical Engineer największego w tym czasie towarzystwa kolejowego, London Midland and Scottish Railway.

## Życiorys

### Nauka i pierwsze funkcje w Great Western Railway
William Arthur Stanier urodził się w roku 1876 w Swindon, gdzie znajdowała się siedziba Great Western Railway (GWR), jako syn kolejarza. W ostatnich latach przed pójściem na emeryturę ojciec Williama sprawował funkcję zarządcy magazynu w GWR. Po ukończeniu szkoły podstawowej w roku 1892 William rozpoczął w GWR pięcioletnią naukę przygotowującą go do pracy w zakresie budowy maszyn oraz do zawodu kreślarza. Bardzo szybko okazało się, że jest on doskonałym fachowcem, tak, że w wieku zaledwie trzydziestu lat, w roku 1906, powierzono mu kierownictwo lokomotywowni w Swindon. Poza tym Stanier angażował się w prace nad rozwojem i wdrażaniem w życie elektromechanicznej automatyki bezpieczeństwa pociągu (ABP). W roku 1906 Stanier ożenił się z Ellą Elizabeth Morse, z którą miał dwoje dzieci, syna i córkę.
W 1912 roku Stanier objął funkcję zastępcy dyrektora głównego warsztatu i fabryki lokomotyw GWR w Swindon. Po I wojnie światowej, w 1920 roku, został dyrektorem fabryki. Dwa lata później był już głównym asystentem „Chief Mechanical Engineer” Charlesa Collett, odpowiedzialnego za całkowity rozwój produkcji lokomotyw w GWR.

### StanowiskoChief Mechanical Engineerw London Midland and Scottish Railway

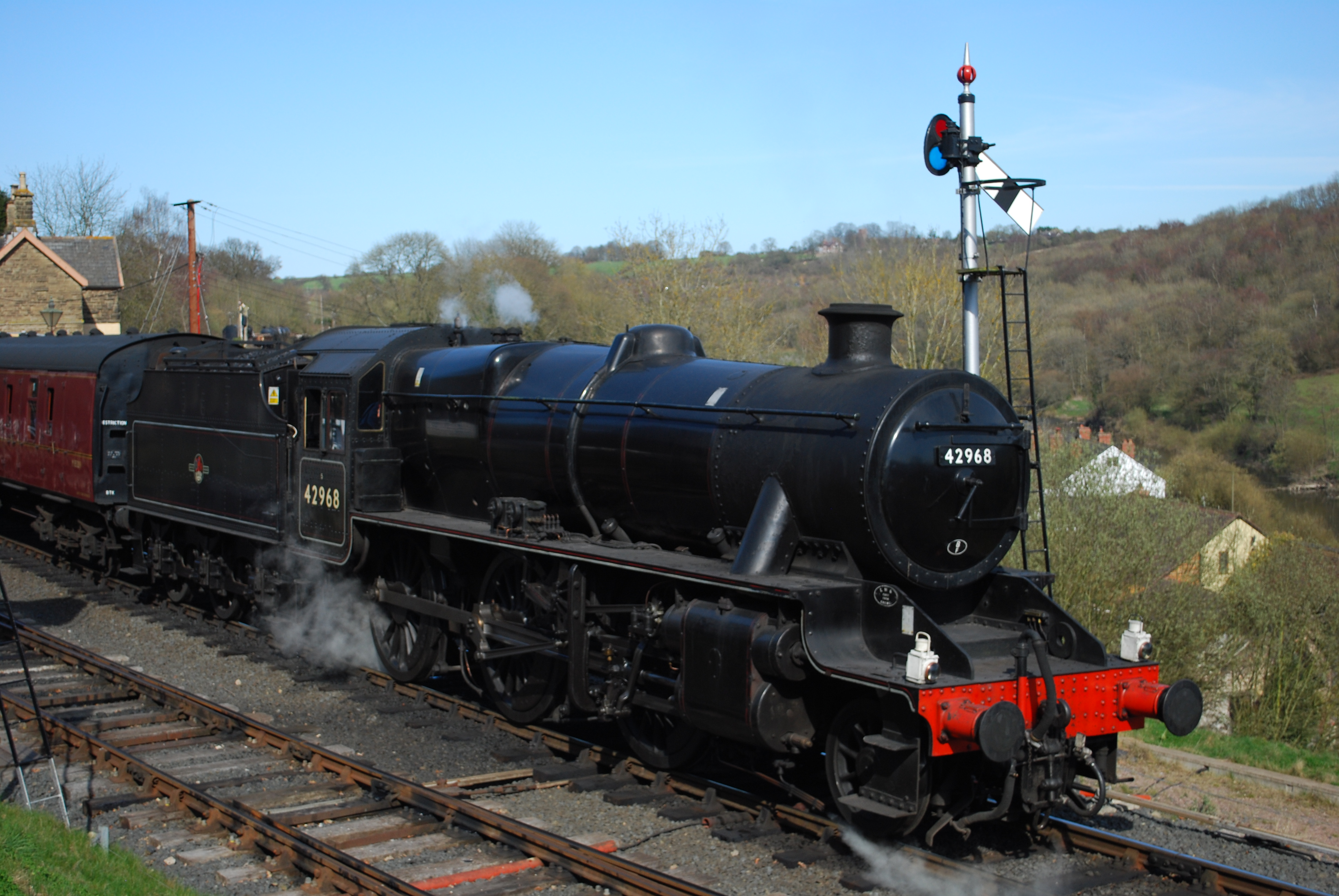
Pierwszy projekt Staniera dla LMS, lokomotywa 5MT (Stanier Mogul)

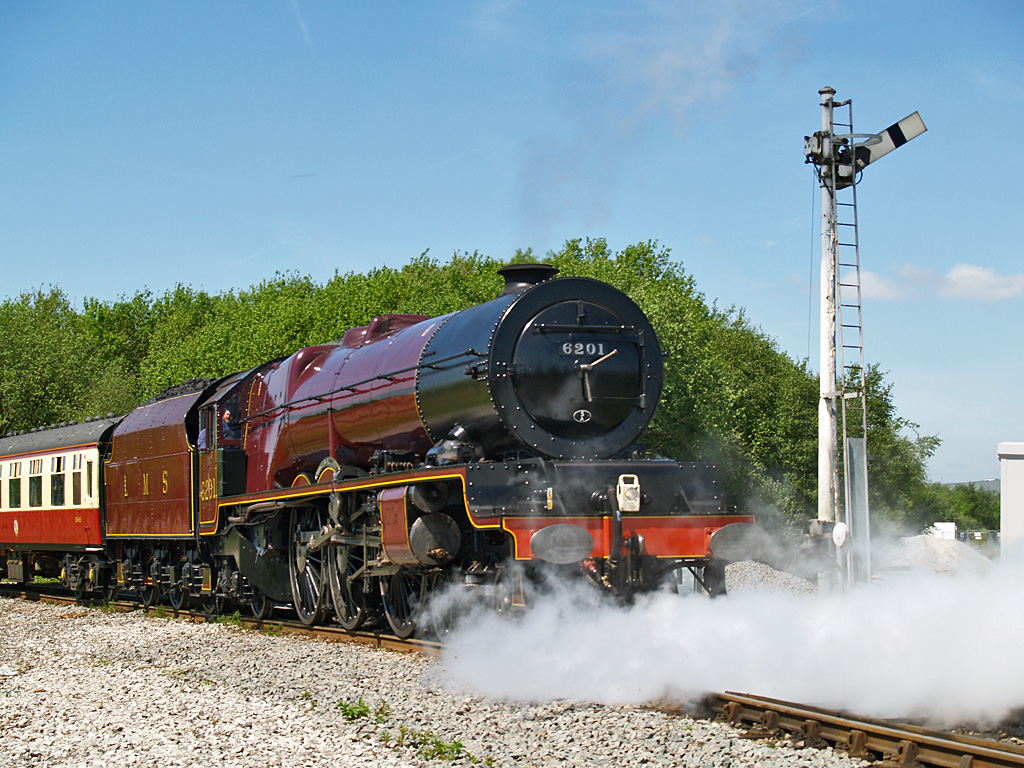
Ku czci Elżbiety II nazwana „Princess Elizabeth” 6201 produkcji LMS Princess Royal Class

Po tzw. Grouping Act z roku 1921, brytyjską sieć kolejową obsługiwały cztery wielkie towarzystwa kolejowe. Prócz GWR były to London Midland and Scottish Railway (LMS), London and North Eastern Railway (LNER) i Southern Railway (SR). Wszystkie cztery towarzystwa nękane były sporymi problemami. Przejęty przez nie park maszynowy 120 dotychczasowych małych firm kolejowych był tak zróżnicowany, że potrzeba było dużych wysiłków, by doprowadzić go do stanu przynoszącego korzyści gospodarcze. Największe z czterech towarzystw, LMS, posiadało w roku 1932 prawie 8500 lokomotyw pochodzących z ponad 250 różnych serii produkcyjnych. Inżynierowie najważniejszych z wcielonych w duże towarzystwa firm kolejowych, jak Midland Railway, Lancashire and Yorkshire Railway czy London and North Western Railway, nie potrafili dojść do porozumienia w sprawie dalszych działań nad rozwojem technologicznym nowo powstałych towarzystw. W tej sytuacji Josiah Stamp, prezes LMS, podjął decyzję obsadzenia świeżo zwolnionego stanowiska Chief Mechanical Engineer osobą niezależną od lokalnych układów. Złożył odpowiednią propozycję Williamowi Stanier, który po dłuższym namyśle ją przyjął.
Pierwszego stycznia 1932 r. Stanier przeniósł się do Crewe, siedziby centrali LMS. Jego głównym zadaniem była modernizacja i ujednolicenie parku lokomotyw w LMS. Pierwszą zmianą, jaką wprowadził, było stworzenie nadrzędnego biura konstrukcyjnego, jako że dotychczas wszystkie podrzędne zakłady projektowały i produkowały własne modele lokomotyw, co w Wielkiej Brytanii było rzeczą szeroko rozpowszechnioną. Pierwsze próby Staniera związane były z istniejącym już projektem 1'Ch2, od roku 1933 budowanej LMS 5P4F Class. Jednocześnie skonstruował on dla LMS pierwszą lokomotywę pośpieszną, LMS 8P Princess Royal Class. Lokomotywa Pacific posiadała wiele cech budowy dotychczas w LMS nieznanych, które Stanier przeniósł z GWR, jak na przykład kocioł stojący Belpair’a, czy przegrzewacz, który ze względu na stosunkowo małe wymiary, jak i złej jakości używanego w LMS węgla i innych materiałów opałowych sprawiał początkowo spore problemy i prowadził do nadmiernego zużycia pary. W efekcie lokomotywy serii Princess Royal otrzymały nowe kotły z podwójną ilością elementów przegrzewacza, jak i dodatkową komorą spalania, służącą lepszemu wykorzystaniu energii. Tak przebudowane lokomotywy zdały egzamin i LMS mogło wprowadzić na trasę pociągi pośpieszne kursujące między stacjami London Euston i Glasgow Central bez potrzeby zmiany lokomotywy, jak i dodatkowego pojazdu trakcyjnego. W roku 1935 Stanier stworzył dla serii Pacific lokomotywę napędzaną turbiną parową, która jednak nie weszła do produkcji seryjnej. Jako pojedyncza sztuka została w 1952 roku przebudowana na lokomotywę konwencjonalną i pod nazwą „Princess Anne” wcielona do służby. W tym samym roku lokomotywa została podczas katastrofy kolejowej na dworcu Harrow and Wealdstone tak poważnie uszkodzona, że jej naprawa okazała się nieopłacalna.
Dużym wyzwaniem dla Staniera była stworzona przez Nigela Gresleya, konstruktora pracującego dla konkurencyjnej LNER, seria parowozów klasy A4, do której należał m.in. rekordzista prędkości wśród lokomotyw parowych –„Mallard”. Efektem wytężonej pracy stała się specjalna lokomotywa dla uważanego za najlepszy pociąg aerodynamiczny linii West Coast Main, Coronation Scot. Od 1937 roku LMS 8P Coronation Class była produkowana w kilku różnych seriach. Po wprowadzeniu do użytku pierwszych dziesięciu sztuk zrezygnowano jednak z osłony aerodynamicznej. Na Wystawę Światową w 1939 roku lokomotywa „Duchess of Hamilton” o numerze 6229 należąca właśnie do serii LMS 8P Coronation została przetransportowana do Nowego Jorku wraz z wagonami. Ze względu na wybuch II wojny światowej pociąg pozostał w USA i powrócił do Wielkiej Brytanii dopiero po zakończeniu działań wojennych. Oddana w 1947 roku do użytku lokomotywa o numerze 6256 jako jedna z ostatnich należących do LMS 8P Coronation Class otrzymała imię “Sir William A. Stanier F.R.S.”.

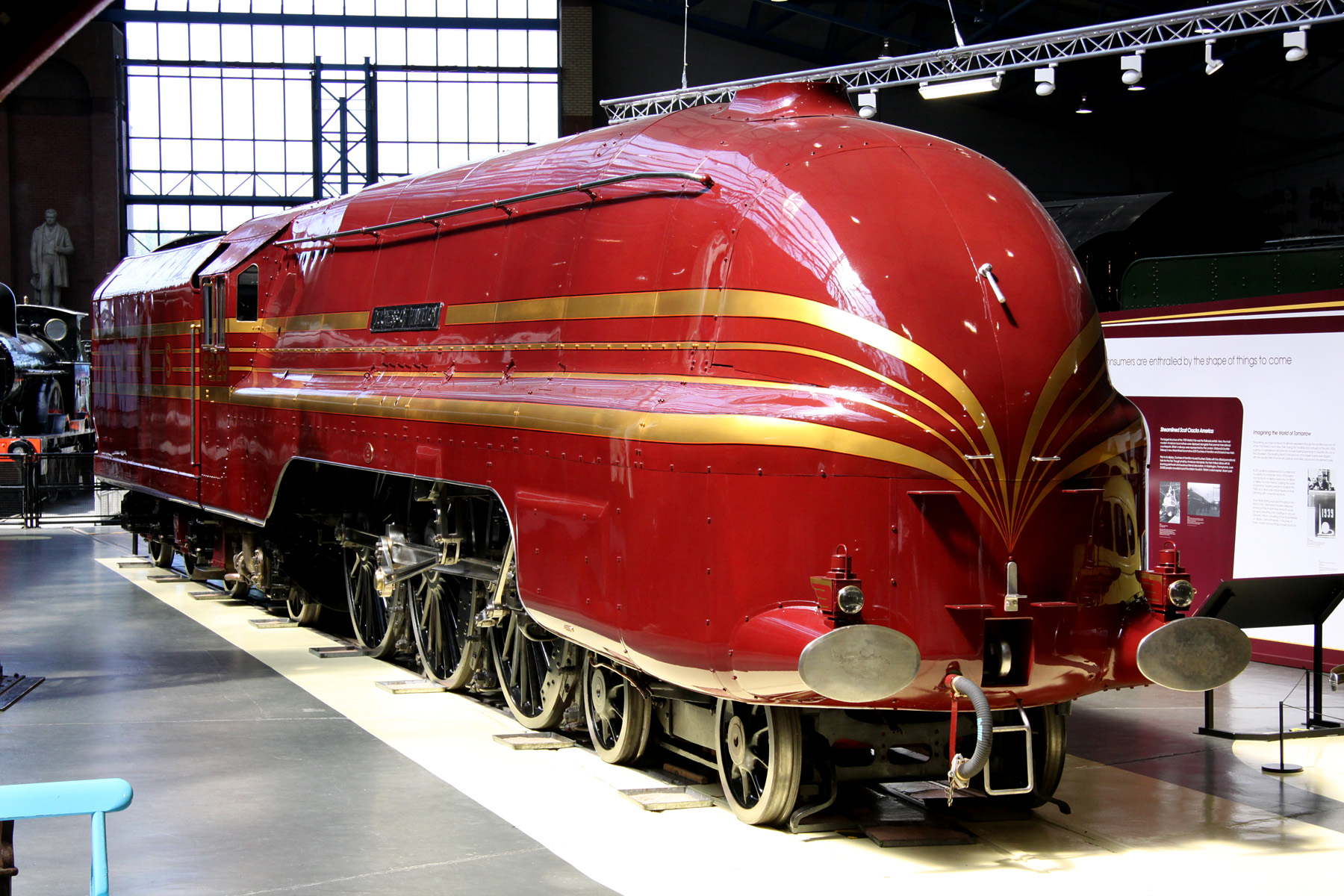
Najbardziej znana konstrukcja Staniera, aerodynamiczna LMS 7P „Coronation Class”, Nr. 6229 „Duchess of Hamilton” w National Railway Museum w Yorku

Znacznie ważniejsze niż pojedyncze pociągi pośpieszne była dla LMS modernizacja parku maszynowego służącego do przewozu osób, jak i towarów. LMS posiadała w swoich parowozowniach wiele lokomotyw typu 2'B i 2'C, których cechą była niska wydajność. Jeszcze w latach 20. XX w. LMS kontynuowała przejętą od Midland Rail tzw. „Small engine policy”. Stanier postanowił to zmienić, przez pozyskiwanie nowego taboru. Wraz ze swoim zespołem skonstruował kilka nowych, większych, ujednoliconych serii parowozów, z których najbardziej udaną okazała się LMS 5P5F Class. Znana także pod nazwą „Black Five” seria mogła zostać użyta do ciągnięcia składów towarowych, jak i osobowych. Jeszcze przez wiele lat, po tzw. Transport Act 1947, czyli upaństwowieniu kolei brytyjskich, była chętnie kupowana i używana przez British Rail (BR). Do roku 1951 powstały 842 lokomotywy serii LMS 5P5F, z których ostatnie jeździły aż do końca ery lokomotyw parowych w Wielkiej Brytanii w 1968 roku. Podobnie efektywne były parowozy 1'D z serii F8, z których podczas wojny wywodziły się dwie uproszczone serie 1'D i 1'E służące jako lokomotywy pancerne.
Podczas działań wojennych, w 1942 roku Stanier został powołany na stanowisko doradcy w ministerstwie zaopatrzenia. W roku 1944, w wieku 67 lat, zrezygnował on ze stanowiska naczelnego inżyniera w LMS. Jednak jego wpływy na dalszy rozwój kolei były odczuwalne jeszcze bardzo długo. Budowane od roku 1948 przez British Rail ujednolicone serie parowozów bazowały na wielu jego pomysłach i konstrukcjach.
Sir William Stanier zmarł 27 września 1965 roku, w wieku 89 lat, dokładnie 140 lat po uruchomieniu przez Stockton and Darlington Railway pierwszej publicznej parowej linii kolejowej.

### Wyróżnienia i członkostwa
W roku 1941 Stanier został prezydentem założonej przez George’a Stephensona Institution of Mechanical Engineers, która w 1957 roku przyznała mu złoty medal. 9 lutego 1943 roku król Jerzy VI Windsor nadał Stanierowi tytuł szlachecki Knight Bachelor. Jako drugi po Robercie Stephensonie i dotychczas ostatni inżynier kolejowy został 16 marca 1944 roku przyjęty do Towarzystwa Królewskiego. W 1963 roku otrzymał on Medal Jamesa Watta. Poza tym był on członkiem ekskluzywnego Klubu Athenaeum. Także jedna ze szkół w Crewe nosi jego imię.